# پایگاه هوایی بووشن

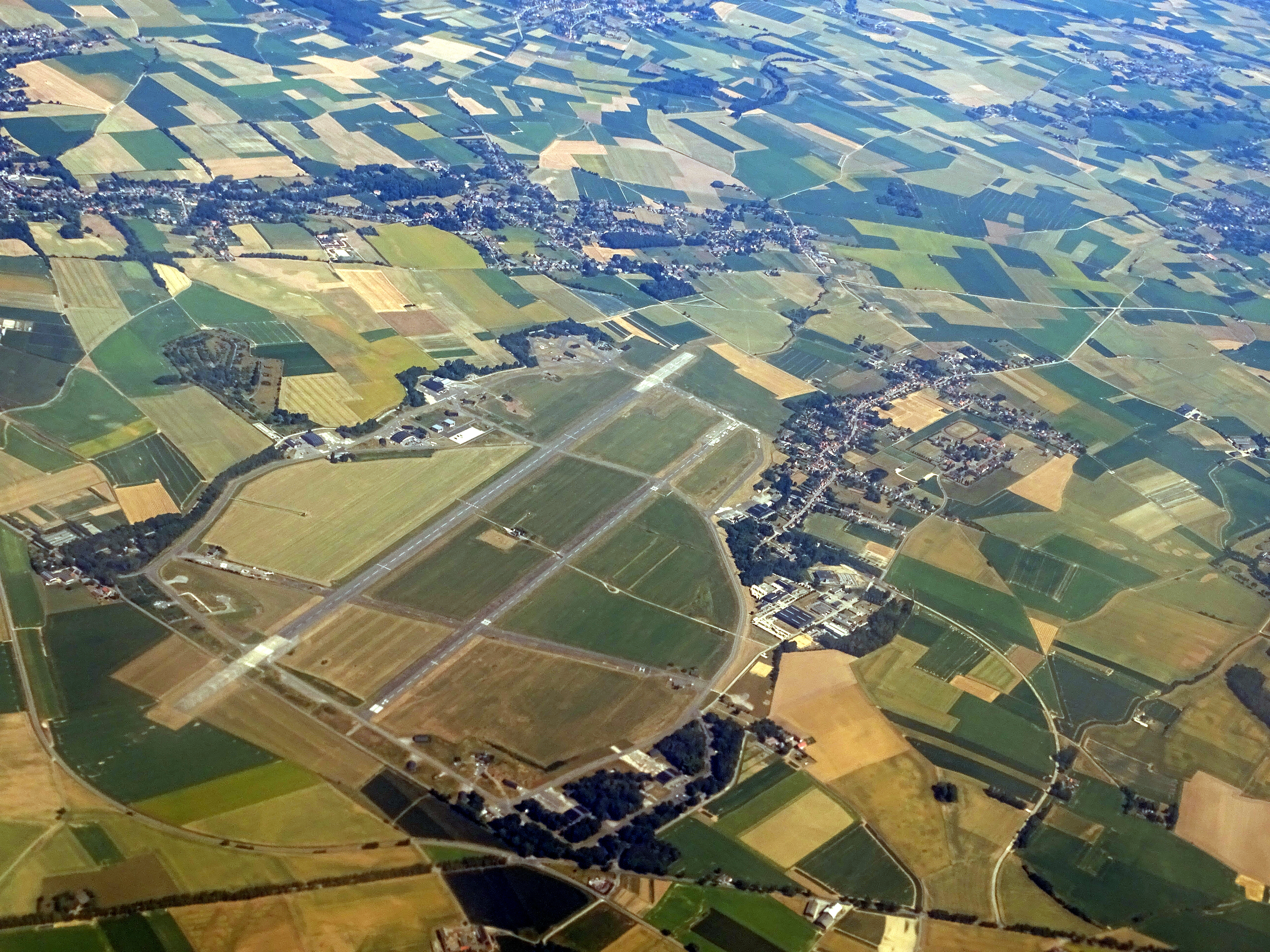
پایگاه هوایی بووشن، بلژیک

پایگاه هوایی بووشن (به انگلیسی: Beauvechain Air Base) یک فرودگاه نظامی است . این فرودگاه در شهر بووشن کشور بلژیک قرار دارد و در ارتفاع ۱۰۴ متری از سطح دریا واقع شده‌است.